# 1906
Évszázadok: 19. század – 20. század – 21. század
Évtizedek: 1850-es évek – 1860-as évek – 1870-es évek – 1880-as évek – 1890-es évek – 1900-as évek – 1910-es évek – 1920-as évek – 1930-as évek – 1940-es évek – 1950-es évek
Évek: 1901 – 1902 – 1903 – 1904 –  1905 – 1906 – 1907 – 1908 – 1909 – 1910 – 1911

## Események

### Határozott dátumú események
- január 21. – A Masaryk-féle úgynevezett realista néppárt és a Haladó Polgári Klub nevet viselő szervezet fúziójából megalakul a Cseh Haladó Párt.[1]
- március 2–3. – Az Ifjúcseh Szabadelvű Párt értekezletén kidolgozzák a Karel Kramář megfogalmazta pozitív politika programját, amely a pártba belépett fiatal cseh értelmiség számára nyújt nagyobb mozgásteret.[1]
- március 15. – Budapesten magyar nők kezdeményezésére – élükön a magyar társadalom első asszonyaival – elindul a Tulipánkert-mozgalom, a magyar ipar védelmére, s egy hónapon belül megalakult az országos Tulipánkert Szövetség.[2][3]
- március 18. – A Szlovák Szociáldemokrata Párt (SZSZDP) II. kongresszusa a Magyarországi Szociáldemokrata Munkáspártba való visszatérés mellett dönt. (Az egységes magyarországi párton belül viszont megmarad a Szlovák Intézőbizottság, amely 1918-ig sok esetben önálló politikai irányvonalat képviselt.)[1]
- április 8. – A Fejérváry-kormány lemondása után megalakul Wekerle Sándor második kormánya.[4]
- április 11. – Feloszlik a Szabadelvű Párt.[5]
- április 18. – Földrengés dönti romba San Francisco-t.
- május 31. – XIII. Alfonz spanyol király feleségül veszi Battenbergi Viktória Eugénia angol hercegnőt. (A miséről a királyi palotába menet sikertelen merényletet kísérelnek meg a király pár ellen.)[6]
- július 3. – A magyarországi parlament nemzetiségi klubja önálló felirati javaslatában követeli az általános választójog bevezetését, a nemzetiségi jogok tiszteletben tartását és kiterjesztését.[1]
- július 7. – A Monarchia megtiltja az állatbehozatalt Szerbiából. (Ezzel többéves vámháború kezdődik. Szerbia több, pl. Olaszországgal, Franciaországgal és Svájccal kötött kereskedelmi szerződéssel kompenzálja veszteségeit.)[7]
- július 12. – A francia Legfelsőbb Bíróság rehabilitálja Alfred Dreyfus kapitányt.[8]
- július 21. – Oroszországban feloszlatják a Dumát és Pjotr Sztolipin belügyminisztert jelölik ki új miniszterelnöknek, továbbá korlátozzák az 1905 októberében meghirdetett szabadságjogokat

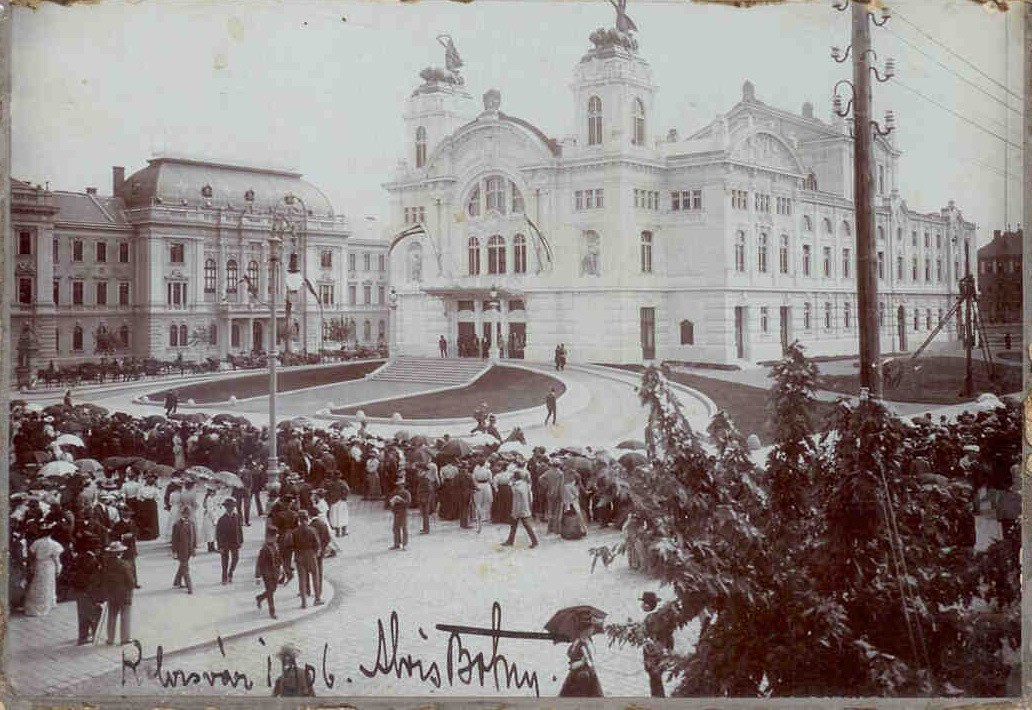
A kolozsvári Nemzeti Színház 1906. szeptember 8-án

- szeptember 8. – Kolozsváron felavatják az új Nemzeti Színházat.[9]
- október 28. – Karl Nesser Londonban bemutatja a tartós hullámot (vagyis a dauert), illetve az elkészítését.
- október 29. – II. Rákóczi Ferenc újratemetése Kassán.
- november 16. – Ferdiš Juriga szlovák országgyűlési képviselőt magyarellenes izgatás vádjával a pozsonyi törvényszék 2 év fogházbüntetésre ítéli.[10]
- november 18. – Ferenc József császár - Ferenc Ferdinánd javaslatára - Franz Conrad von Hötzendorfot vezérkari főnökké nevezi ki.
- november 22.
  - Az SOS-t hivatalos nemzetközi segélykérő jelzéssé nyilvánítja a Nemzetközi Rádió-távírási Konvenció (International Radio Telegraphic Convention) Berlinben.
  - Pjotr Sztolipin orosz kormányfő rendelete lehetővé teszi a parasztok számára, hogy kiváljanak az obscsinából (a „sztolipini agrárreform” kezdete).
- december 6.
  - Budapesten megnyílik a Szépművészeti Múzeum.[11]
  - Szentesen megnyílik a Református kör.
  - A rózsahegyi bíróságon magyarellenes izgatásért Andrej Hlinka katolikus lelkészt, a Szlovák Nemzeti Párt (SZNP) elnökét és Vavro Šrobár orvost, az SZNP csehszlovák orientációjú vezető képviselőjét két, illetve egy év fogházbüntetésre ítélik. (A perben további kilenc vádlottat ítélnek 2-5 havi fogházbüntetésre.)[10]

### Határozatlan dátumú események
- tavasz – A Lengyel Királyságban a mezőgazdasági munkások sztrájkokat szerveznek, a munkabérek felemelését és földosztást követelve.[12]
- május – Választások Horvátországban. (A saborban, vagyis a parlamentben a többséget a horvát–szerb koalíció pártjai szerzik meg, ezért a Horvát Nemzeti Párt kimondja feloszlását.)[7]
- az év folyamán – A Német Császári Haditengerészet szolgálatba állítja első tengeralattjáróját (U–1), amely 43,4 méter hosszú és 3,75 méter széles volt, 238 tonna vízkiszorítással.[13]
- december –
  - A Lengyel Szocialista Párt (PPS) két részre szakad, a PPS-Baloldalra és a PPS Forradalmi Szárnyára.[12]
  - Porosz-Lengyelországban az illegális „Macierz Szkolna” (Iskolaszövetség) szervezésében 141 lengyel iskolát hoznak létre 63 ezer tanulóval.[12]

## Az év témái

### 1906 a filmművészetben
- december 26. – Bemutatták a világ első játékfilmjét, a The Story of the Kelly Gang-ot.
- Budapesten Borhegyi János megnyitja az Erzsébet körút második moziját, az Olympiát (ma Hunnia).

### 1906 az irodalomban
- február eleje – Megjelenik Ady Endre Új versek című kötete.[5]
- Megjelenik az Imre: A Memorandum című amerikai regény Edward Irenaeus Prime-Stevensontól

### 1906 a képzőművészetben
- december 5. – megnyílik Budapesten a Szépművészeti Múzeum

### 1906 a politikában
- április 8. az Alkotmánypárt jut hatalomra Magyarországon

### 1906 a vasúti közlekedésben
Megjelent az első Jelzési Utasítás a magyar vasúton.
- január 4. – Elkészül a Szentes és Orosháza közötti vasútvonal.
- szeptember 2. – Elkészül a Csongrád és Szentes közötti vasútvonal.
- november 4. – Megnyílt a Mezőcsát–Nyékládháza-vasútvonal (bezárták: 2007. március 3.)

### 1906 a zenében
Elkészül Kacsóh Pongrác Csipkerózsika c. daljátéka.

## Születések
- január 12. – Szabó T. Attila nyelvész, történész, irodalomtörténész, néprajzkutató († 1987)
- január 14. – Kerpel-Fronius Ödön orvos, gyermekgyógyász, fiziológus, az MTA tagja († 1984)
- január 16. – Idősebb Benedek Jenő festőművész († 1987)
- január 21. – Bolberitz Károly, egészségügyi és vegyészmérnök, közgazdász, a vízhigénia szaktekintélye († 1978)
- január 22. – Sebes Gusztáv labdarúgó, megbecsült edző, az Aranycsapat mesteredzője († 1986)
- január 22. – Robert E. Howard amerikai író, Conan, a barbár szerzője († 1936)
- január – Gugsza N, Zauditu etióp császárnőnek Gugsza Velétől született kisebb lánya († 1906)
- február 5. – Danÿ Margit, Európa-bajnok vívó († 1975)
- február 5. – Homonnai Márton, kétszeres olimpiai bajnok vízilabdázó († 1969)
- február 18. – Hollósi Frigyes, evezős, úszó, edző, sportvezető († 1979)
- február 20. – Zsofinyecz Mihály magyar politikus, miniszter († 1986)
- március 13. – Széchenyi Károly földbirtokos, üzletember († 1971)
- március 19. – Adolf Eichmann magas rangú náci tiszt, a Nemzetiszocialista Német Munkáspárt vezető tagja, az SS Obersturmbahnführere († 1962)
- március 30. – Gelléri Andor Endre író († 1945)
- március 31. – Tomonaga Sinicsiró japán fizikus, a kvantum-elektrodinamika egyik atyja, amiért 1965-ben megosztva fizikai Nobel-díjat kapott Richard Feynmannal és Julian Schwingerrel († 1979)
- április 1. – Alekszandr Szergejevics Jakovlev szovjet repülőgéptervező († 1989)
- április 9. – Victor Vasarely festőművész († 1997)
- április 13. – Samuel Beckett ír költő, próza- és drámaíró († 1989)
- május 6. – Antal János magyar villanyszerelő, rendőr, országgyűlési képviselő († ?)
- május 18. – Balázs Samu Kossuth-díjas színművész († 1981)
- május 19. – Bálint Antal gazdálkodó, Vas megyei politikus és gazdasági vezető, országgyűlési képviselő († 1966)
- május 20. – Kőrösy Ferenc izraeli magyar vegyészmérnök, az MTA tagja († 1997)
- május 26. – Kontraszty László festőművész († 1994)
- június 12. – Németh János kétszeres olimpiai bajnok vízilabdázó († 1988)
- június 24. – Manga János magyar folklorista, a néphagyomány és népművészet szakavatott kutatója († 1977)
- június 25. – Somogyi Ferenc jogász, jogtörténész, országgyűlési képviselő († 1995)
- július 1. – Estée Lauder magyar származású amerikai üzletasszony († 2004)
- július 2. – Hans Albrecht Bethe német-amerikai fizikus († 2005)
- július 2. – Kárpáti Károly olimpiai bajnok birkózó († 1996)
- július 4. – Vilmos porosz herceg († 1940)
- július 9. – Bálint György magyar író, műfordító († 1943)
- július 23. – Vladimir Prelog bosznia-hercegovinai horvát vegyész, az 1975-ös kémiai Nobel-díj elnyerője († 1998)
- augusztus 4. – Keck Antal magyar ügyvéd, országgyűlési képviselő († 1998)
- augusztus 13. – Borsos Miklós Kossuth- és Munkácsy-díjas szobrász († 1990)
- augusztus 17. – Marcello Caetano portugál miniszterelnök († 1980)
- szeptember 1. – Karl August Folkers amerikai biokémikus, biológus, a Q10 coenzim kutatója, a B12 vitamin izolátora († 1997)
- szeptember 3. – Trauner Sándor magyar származású francia festőművész, Oscar-díjas díszlettervező († 1993)
- szeptember 4. – Max Ludwig Henning Delbrück német származású amerikai biológus († 1981)
- szeptember 7. – Balogh Edgár romániai magyar publicista († 1996)
- szeptember 8. – Rotter Emília olimpiai bronzérmes, világbajnok műkorcsolyázó († 2003)
- szeptember 22. – Bulla Béla földrajztudós, egyetemi tanár, az MTA levelező tagja († 1962)
- szeptember 25. – Dmitrij Dmitrijevics Sosztakovics orosz zeneszerző († 1975)
- szeptember 29. – Machovits István darutervező mérnök († 1995)
- október 4. – Kepes György festő, tervező, képzőművészeti író († 2001)
- október 13. – Herczeg Klára szobrász, érem- és porcelánművész († 1997)
- november 2. – Luchino Visconti olasz film-, színház-, és operarendező († 1976)
- november 5. – Kabos Endre, háromszoros olimpiai bajnok vívó († 1944)
- november 9. – Rékai Miklós hárfaművész († 1959)
- november 18. – Klaus Mann német író († 1949)
- december 6. – Goldmark Péter Károly magyar származású amerikai mérnök, fizikus († 1977)
- december 8. – Ruttkay Mária színésznő  († 1988)
- december 18. – Zelk Zoltán költő, író († 1981)
- december 19. – Leonyid Iljics Brezsnyev szovjet kommunista politikus, SZKP főtitkára († 1982)
- december 31. – Bogen Erna olimpiai bronzérmes, világbajnok vívó († 2002)

## Halálozások
- január – Gugsza N, Zauditu etióp császárnőnek Gugsza Velétől született kisebb lánya (* 1906)
- február 8. – Maticska Jenő festőművész (* 1885)
- február 25. – Prielle Kornélia színésznő, a Nemzeti Színház örökös tagja (* 1826)
- március 1. – Zichy Mihály festő, grafikus (* 1827)
- március 1. – Moritz Heyne német filológus, nyelvész, germanista (* 1837)
- március 28. – Bihari Sándor festőművész (* 1855)
- április 24. – Károlyi Sándor, politikus, kórházalapító, az MTA tagja (* 1831)
- május 4. – Carl Schurz 1848-as német forradalmár, majd az amerikai polgárháború tábornoka (* 1829)
- június 17. – Harry Nelson Pillsbury amerikai sakkozó (* 1872)
- június 23. – Kőrösy József statisztikus, a legnagyobb hatású 19. századi magyar statisztikusok egyike, az MTA tagja (* 1844)
- szeptember 8. – Hőgyes Endre orvos, egyetemi tanár, akadémikus (* 1847)
- szeptember 22. – Oscar Levertin svéd író, költő, irodalomtörténész, kritikus (* 1862)
- december 7. – Élie Ducommun, svájci író, szerkesztő, fordító, békeaktívista, aki 1902-ben Charles-Albert Gobat-val együtt Nobel-békedíjat kapott (* 1833).
- december 9. – Ferdinand Brunetière rancia író, kritikus, irodalomtörténész (* 1849).
- december 11. – Gaál Ferenc zeneszerző, a szabadkai zeneiskola igazgatója (* 1860)
- december 13. – Benczédi Gergely, pedagógus, író (* 1839)
- december 26. – Zichy Jenő festő (* 1837)

## Nobel-díjasok
- A Nobel-díjat a svéd Alfred Nobel alapította, 1901 óta adják át, melyet a Svéd Királyi Tudományos Akadémia ítél oda a tudomány, az irodalom és humanitárius területen kimagasló eredményt elért magánszemélyeknek, illetve intézményeknek.

| Fizikai            | Sir Joseph John Thomson               |
| Kémiai             | Henri Moissan                         |
| Orvosi-fiziológiai | Camillo Golgi, Santiago Ramón y Cajal |
| Irodalmi           | Giosuè Carducci                       |
| Béke               | Theodore Roosevelt                    |